# Janíkov dvor
Janíkov dvor je bratislavská místní část v městské části Petržalka. Tvoří nejjižnější část Petržalky. Původně se jednalo o ostrov, dnes tento název ale získala celá oblast.

## Charakteristika
Území Janíkova dvora není zastavěné. Na severu končí sídliště Petržalka, ze které také vychází rozestavěný tubus, kterým mělo být vedeno bratislavské metro (konkrétně na území Janíkova dvora mělo stát i depo). Výstavba ale nebyla dokončena a dodnes tak chátrá. 
V současné době se tu plánuje vybudování konečné stanice a obratiště tramvajové rychlodráhy, která v exponovaném směru přes Petržalku má zrušený projekt metra právě nahradit. 
V budoucnosti se počítá s výstavbou nové čtvrti, jejíž součástí by byly byty, školy, sportovní zařízení a další důležité objekty občanské vybavenosti. Zpracována již byla urbanistická studie.

## Stanice metra

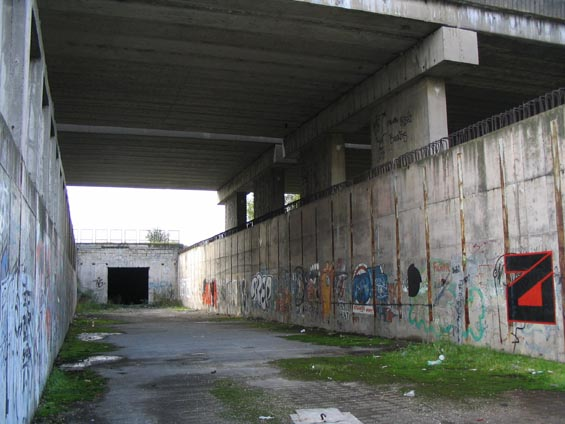
Nedokončený tubus metra
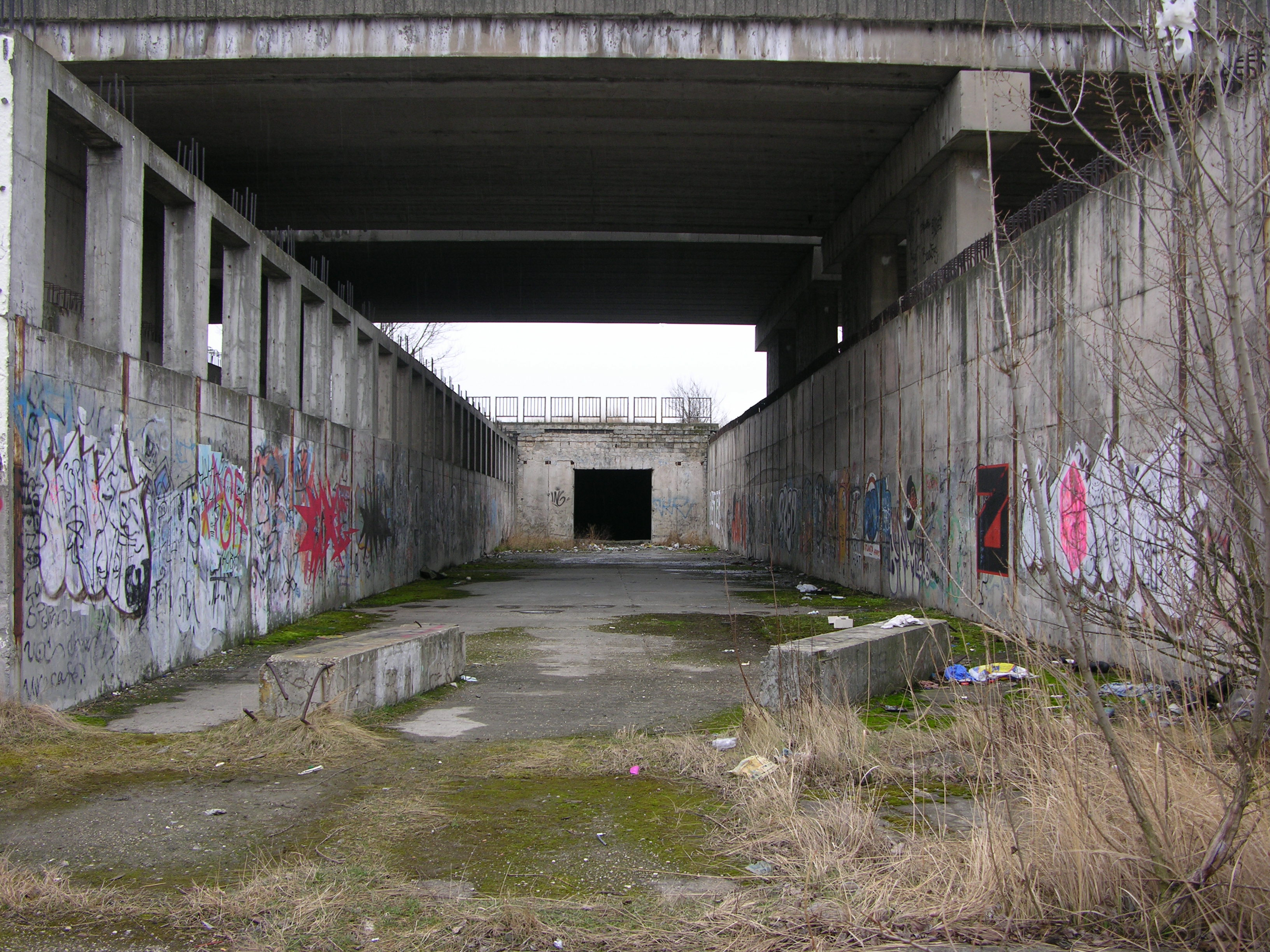
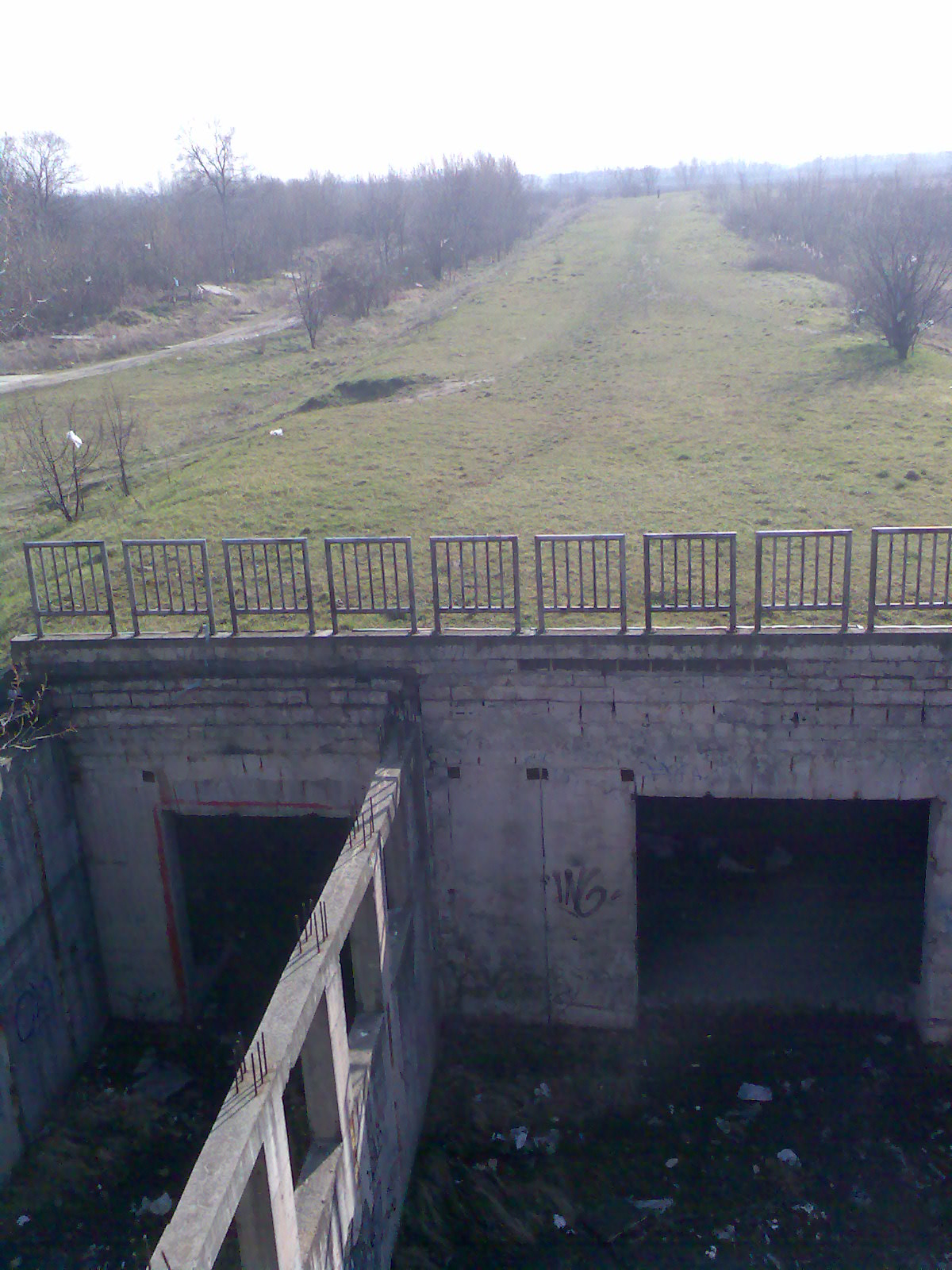